# 吉永雅人
吉永 雅人（よしなが まさと/Masato Yoshinaga）は、日本のホルン奏者。新日本フィルハーモニー交響楽団副首席奏者。

## 略歴
- 1985年、東京音楽大学付属高等学校在学中[要出典]、第1回全日本管打楽器フェスティバル・ホルン部門において、金賞および特別賞を受賞。同年、第2回日本管打楽器コンクール・ホルン部門で第1位入賞。森正指揮・新日本フィルハーモニー交響楽団と共演。
- 1986年、東京音楽大学音楽学部器楽科（ホルン専攻）に入学、ホルンを安原正幸に師事。
- 1988年、東ドイツ（当時）に渡り、ヴァイマルにてペーター・ダムに師事。
- 1989年、大学在学中に新日本フィルハーモニー交響楽団に入団。
- 1990年、東京音楽大学卒業。
- 1994年、アフィニス文化財団の海外研修生に選ばれ1年間ミュンヘン市立リヒャルト・シュトラウス音楽院に留学し、バイエルン放送交響楽団首席ホルン奏者のヨハネス・リツコフスキー(de）に師事。その間、バイエルン放送交響楽団、ミュンヘン・バッハ管弦楽団に客演。
- 2001年、カザルスホールにてソロリサイタルを開催。

ソリストとして小澤征爾、井上道義、G.ボッセをはじめとする名匠らと協奏曲を共演する。東京ホルンクヮルテット、オイロス・アンサンブル、なぎさブラスゾリステン等のメンバーとしてCDをリリースするなど多方面で活躍している。現在、新日本フィルハーモニー交響楽団首席ホルン奏者、東京音楽大学、桐朋学園大学、桐朋学園芸術短期大学、各講師。

## おもなCD作品
- 「リサイタル／東京ホルンクヮルテット」
- 「ダンス・マルシェ／東京ホルンクヮルテット」
- 「真夏の夜の夢／オイロス・アンサンブル」
- 「ヴィント／オイロス・アンサンブル・クインテット」